# Hovtun
Hovtun es un pueblo de la provincia de Shirak, Armenia. Tiene una población estimada, a inicios de 2012, de 221 habitantes.
Está ubicada al noroeste de la provincia, a poca distancia del río Akhurian —afluente del río Aras— y de la frontera con Turquía y Georgia.